# Józef Wesołowski
Józef Wesołowski (ur. 15 lipca 1948 w Mizernej, zm. 27 sierpnia 2015 w Watykanie) – polski duchowny rzymskokatolicki, arcybiskup tytularny, w latach 2008–2013 nuncjusz apostolski w Dominikanie, legat papieski, obywatel Watykanu. W 2013 roku oskarżony o seksualne wykorzystywanie nieletnich chłopców oraz posiadanie dziecięcej pornografii. Zmarł wkrótce po rozpoczęciu procesu przed trybunałem w Watykanie, nie doczekawszy prawomocnego rozstrzygnięcia sprawy i odpowiedzialności za zarzucane czyny.

## Życiorys
W 1966 po maturze w I Liceum Ogólnokształcącym im. Seweryna Goszczyńskiego w Nowym Targu wstąpił do Wyższego Seminarium Duchownego Archidiecezji Krakowskiej. Święcenia kapłańskie przyjął 21 maja 1972 z rąk kard. Karola Wojtyły w katedrze na Wawelu. Od 1980 do 2014 był pracownikiem watykańskiej służby dyplomatycznej, między innymi w nuncjaturach w Południowej Afryce, Kostaryce, Japonii, Szwajcarii, Indiach i Danii.
3 listopada 1999 został nominowany biskupem. Sakrę biskupią otrzymał w 2000 z rąk papieża Jana Pawła II. W latach 2000–2002 był nuncjuszem apostolskim w Boliwii, w latach 2002–2008 nuncjuszem apostolskim w Kazachstanie, Tadżykistanie, Turkmenistanie i Uzbekistanie, w latach 2008–2013 nuncjuszem apostolskim w Dominikanie i jednocześnie delegatem papieskim w Portoryko i na Haiti.

## Skandal pedofilski
W połowie 2013 roku dominikańska stacja telewizyjna NCDN wyemitowała reportaż, w którym wypowiadają się ministranci, oskarżający duchownego o częste kontakty cielesne. Upubliczniono również film, na którym Wesołowski przechadza się po dzielnicy słynącej z męskiej prostytucji.
W wyniku tych doniesień arcybiskup wyjechał z Dominikany, a 21 sierpnia 2013 został odwołany przez papieża Franciszka w związku z podejrzeniem o pedofilię.
27 czerwca 2014 roku Stolica Apostolska podjęła decyzję o karnym wydaleniu ks. abp. Józefa Wesołowskiego ze stanu duchownego. Józef Wesołowski odwołał się od tej decyzji. 25 sierpnia 2014 roku rzecznik Watykanu oznajmił, że Wesołowski utracił status dyplomaty i może być sądzony w dowolnym kraju poza Watykanem. Jego wizerunek został usunięty ze zbiorowych zdjęć kolegów biskupów, przypominając casus stalinowskich zdjęć Trockiego.
Od 23 września 2014 roku Wesołowski, za zgodą papieża Franciszka, przebywał w areszcie domowym w Kolegium Penitencjarzy, będąc oskarżonym o wykorzystywanie seksualne dzieci. Po 60 dniach areszt domowy został uchylony.
11 lipca 2015 roku rozpoczął się proces Józefa Wesołowskiego przed trybunałem w Watykanie. Zostały mu przedstawione zarzuty dotyczące posiadania i ściągania z internetu pornografii dziecięcej, wymuszania na nieletnich aktów seksualnych; kupowania, otrzymywania i ukrywania na dwóch osobistych komputerach pornografii dziecięcej w trakcie pobytu w Dominikanie i w Watykanie (na jego komputerze znaleziono ponad 86 tys. zdjęć i 130 nagrań wideo oraz ślady 45 tys. wykasowanych plików), dokonania poważnych obrażeń na psychice ofiar, dopuszczania się czynów, które obrażają religię i moralność chrześcijańską.
W przeddzień otwarcia procesu karnego przed watykańskim trybunałem Wesołowski został przewieziony na oddział intensywnej terapii polikliniki Gemelii. Z powodu usprawiedliwionej nieobecności proces został otwarty i natychmiast bezterminowo odroczony. Wesołowski opuścił szpital 16 lipca 2015 roku i powrócił do Watykanu, gdzie zmarł 27 sierpnia 2015 roku, a dzień później odnaleziono go martwego. Sekcja zwłok wykazała, że Józef Wesołowski zmarł na atak serca. Uroczystości żałobne biskupa i nuncjusza odbyły się 31 sierpnia 2015. W kaplicy Gubernatoratu Państwa Watykańskiego pod przewodnictwem abp. Konrada Krajewskiego, jałmużnika papieskiego, została odprawiona msza żałobna za zmarłego biskupa, gdzie zamiast kazania miała miejsca chwila ciszy i zadumy. Józef Wesołowski pochowany został zgodnie z obrzędem dla osób świeckich. Uroczystości pogrzebowe rozpoczęły się 5 września 2015 mszą św, której przewodniczył bp Jan Szkodoń, biskup pomocniczy krakowski i po mszy św na cmentarzu w Czorsztynie odbył się jego pochówek.

## Wydalenie ze stanu duchownego
Wydalony ze stanu duchownego w 2014 w związku z zarzutami o pedofilię, od tej decyzji złożył odwołanie. Po śmierci Józefa Wesołowskiego Biuro Prasowe Stolicy Apostolskiej poinformowało, że Kongregacja Nauki Wiary odrzuciła odwołanie Wesołowskiego od decyzji laicyzacji z 27 czerwca 2014 r. Uzasadnieniem utajnienia decyzji było „niepogarszanie sytuacji” byłego hierarchy.